# Paris-Bourges 2016
Paris-Bourges 2016 est la 66e édition de la course cycliste française Paris-Bourges se déroulant le 6 octobre 2016 entre Gien (Loiret) et Bourges (Cher), sur une distance de 190,3 kilomètres.
La course fait partie du calendrier UCI Europe Tour 2016 en catégorie 1.1 et est remportée par l'Irlandais Sam Bennett (Bora-Argon 18).

## Présentation

### Équipes
21 équipes sont au  départ de la course : quatre équipes UCI WorldTeam, sept équipes continentales professionnelles et dix équipes continentales.
| WorldTeams (4)- AG2R La Mondiale - FDJ - Dimension Data - Katusha Équipes continentales professionnelles (7)- Bora-Argon 18 - Cofidis, Solutions Crédits - Direct Énergie - Delko-Marseille Provence-KTM - Fortuneo-Vital Concept - Topsport Vlaanderen-Baloise - Wanty-Groupe Gobert Équipes continentales (10)- HP BTP-Auber 93 - Roubaix Métropole européenne de Lille - Armée de terre - Differdange-Losch - Wallonie Bruxelles-Group Protect - Vorarlberg - Rabobank Development - Euskadi Basque Country-Murias - Giant Scatto U23 - D'Amico Bottecchia |
| |

## Classement final
| \| Classement général \| Classement général \| Classement général \| Classement général \| Classement général \| \| Coureur \| Coureur \| Pays \| Équipe \| Temps \| \| ------------------ \| ------------------ \| ------------------ \| ------------------------------------- \| ------------------ \| \| 1er \| Sam Bennett \| Irlande \| Bora-Argon 18 \| 4 h 38 min 55 s \| \| 2e \| Alexander Porsev \| Russie \| Katusha \| + 0 s \| \| 3e \| Rudy Barbier \| France \| Roubaix Métropole européenne de Lille \| + 0 s \| \| 4e \| Marc Sarreau \| France \| FDJ \| + 0 s \| \| 5e \| Jacopo Guarnieri \| Italie \| Katusha \| + 0 s \| \| 6e \| Christophe Laporte \| France \| Cofidis, Solutions Crédits \| + 0 s \| \| 7e \| Romain Feillu \| France \| HP BTP-Auber 93 \| + 0 s \| \| 8e \| Samuel Dumoulin \| France \| AG2R La Mondiale \| + 0 s \| \| 9e \| Kristian Sbaragli \| Italie \| Dimension Data \| + 0 s \| \| 10e \| Roy Jans \| Belgique \| Wanty-Groupe Gobert \| + 0 s \| |                    |          |                                       |                 |
| |                    |          |                                       |                 |
| |                    |          |                                       |                 |
| Classement général |                    |          |                                       |                 |
| Coureur | Coureur            | Pays     | Équipe                                | Temps           |
| 1er | Sam Bennett        | Irlande  | Bora-Argon 18                         | 4 h 38 min 55 s |
| 2e | Alexander Porsev   | Russie   | Katusha                               | + 0 s           |
| 3e | Rudy Barbier       | France   | Roubaix Métropole européenne de Lille | + 0 s           |
| 4e | Marc Sarreau       | France   | FDJ                                   | + 0 s           |
| 5e | Jacopo Guarnieri   | Italie   | Katusha                               | + 0 s           |
| 6e | Christophe Laporte | France   | Cofidis, Solutions Crédits            | + 0 s           |
| 7e | Romain Feillu      | France   | HP BTP-Auber 93                       | + 0 s           |
| 8e | Samuel Dumoulin    | France   | AG2R La Mondiale                      | + 0 s           |
| 9e | Kristian Sbaragli  | Italie   | Dimension Data                        | + 0 s           |
| 10e | Roy Jans           | Belgique | Wanty-Groupe Gobert                   | + 0 s           |